# Шенберг (Горња Баварска)
Шенберг (њем. Schönberg) град је у њемачкој савезној држави Баварска. Једно је од 31 општинског средишта округа Милдорф ам Ин. Према процјени из 2010. у граду је живјело 914 становника. Посједује регионалну шифру (AGS) 9183143.

## Географски и демографски подаци
Шенберг се налази у савезној држави Баварска у округу Милдорф ам Ин. Град се налази на надморској висини од 470 метара. Површина општине износи 25,3 km². У самом граду је, према процјени из 2010. године, живјело 914 становника. Просјечна густина становништва износи 36 становника/km².